# Brunejské muzeum
Brunejské muzeum je národním muzeem v Bruneji ve městě Kota Batu poblíž brunejského hlavního města Bandar Seri Begawan. V muzeu jsou vystaveny především exponáty islámského umění z historického období od 16. století, archeologické nálezy a etnografické předměty. Je největším muzeem v Bruneji.
Muzeum je od roku 1969 vydavatelem akademického časopisu Brunei Museum Journal, který v současnosti (rok 2019) vydává každoročně.

## Poloha
Muzeum se nachází Kota Batu 4,5 km východně od centra města Bandar Seri Begawan při pobřežní silnici. Nachází se na kopci s malebným výhledem na řeku Brunej.

## Historie
Muzeum se původně nacházelo od roku 1965 v centru města v Bandar Brunei (Bandar Seri Begawan). Nové muzeum je postaveno na historickém archeologickém nalezišti. Stavba muzea byla zahájena v roce 1968 a dokončena v roku 1970. Oficiální otevření muzea v nových prostorách provedla 29. února 1972 britská královna Alžběta II. Plocha muzea s okolním je 48 hektarů.

## Výstavy
V muzeu jsou vystaveny precizně vyřezávané řezby a předměty z malajské tradice a také hrobka sultána Bolkiahe, vládce sultanátu Brunei v 15. století. Galerie muzea jsou rozděleny do oblastí islámského umění, přírodopisu, a pro výstavy ze současnosti. Historické výstavy se zabývají historií jihovýchodní Asie se zvláštním důrazem na vazby mezi Bruneji a španělskou a portugalskou kolonizací v 16. století.
Exponáty z historie pravěku Negara Darussalam a nejnovější historie jsou též v galerii historie. Exponáty ukazují tradiční způsoby života mnoha komunit v zemi i přírodní historii s ukázkami flóry a fauny. Vystavována je také keramika z Íránu a ze Střední Asie z 9. a 10. století, foukané sklenice z Egypta a Levantu, miniaturní rukopisy z koránu, tkané textilie, zlaté šperky, ceremoniální děla která byla použity v sultanátu, jako i historické zbraně sultanátu.
Většina artefaktů pochází z osobní sbírky brunejského sultána, stejně i sbírka stříbrných a zlatých mincí z islámského světa. K vidění bude také výstava s názvem „The Spirit of Budo: The History of Japan’s Martial Arts“ (Duch Buda: Dějiny japonských bojových umění), ve které jsou vystaveny repliky brnění a zbraní z Japonska z 8. až 14. století. V muzeu je také výstava o ropném průmyslu od firmy Brunei Shell Petroleum. Velkoformátové exponáty jsou vystaveny v parku.